# 深海掘削計画

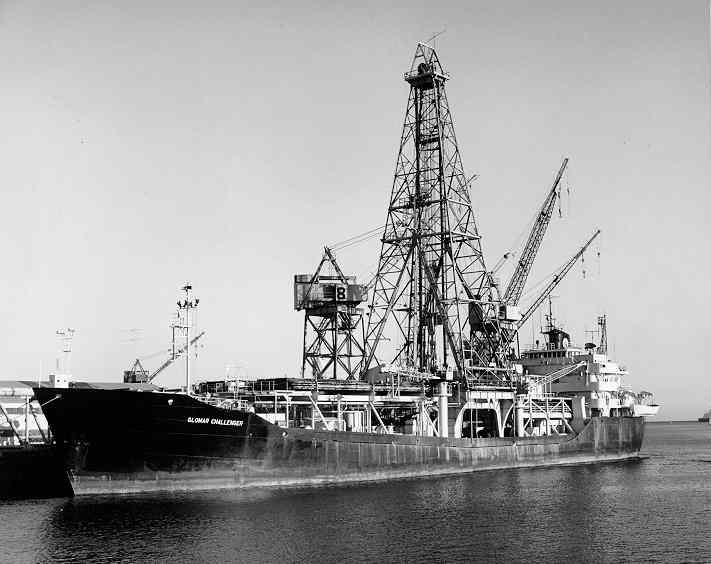
グローマー・チャレンジャー

深海掘削計画（しんかいくっさくけいかく、DSDP: Deep Sea Drilling Project）とは1968年から1983年まで実施された海洋底の掘削・研究を行う科学プロジェクト。地球物理学、古生物学、海洋の古環境学などに多大な貢献をした。

## 概要
モホール計画の失敗から、DSDPではもっと浅い掘削によって深海底堆積物や地殻上部を研究することとなり、深海掘削船としてはグローマー・チャレンジャーが使用された。
当初の課題は海底の岩石を採取し、年代を測定、海洋底拡大説を直接証明することであった。そのために南アメリカ大陸側のリオデジャネイロ沖合いの大西洋においてボーリングを行い、地磁気から海底の形成年代が求められた。その結果、中央海嶺から遠ざかるにつれ海洋底の年齢が古くなっていることが確認され、海洋底拡大説が立証された。その後も、世界の各大洋での海底年代、堆積構造、海底地殻岩石の採集などを行った。

## 他のプロジェクトとの関係
当初、アメリカ合衆国の四つの海洋研究所が合同で海洋底の掘削・研究を行う国内プロジェクトであったが、1976年以来、アメリカ、日本、イギリス、フランス、西ドイツ、ソビエト連邦の国際協同による国際深海掘削計画 (IPOD: International Phase of Ocean Drilling) となり、国際プロジェクトとなった。この計画は1983年の第96節航海をもって終了し、国際深海掘削計画へと発展した。